# Georg Cantor
Georg Ferdinand Ludwig Philipp Cantor (3. března 1845 Petrohrad – 6. ledna 1918 Halle) byl významný německý matematik a logik. Kromě matematiky se především v pozdějším věku intenzivně věnoval teologii, zejména ve vztahu k vlastní práci o nekonečnu. Je znám především tím, že teorii množin rozšířil o nekonečná čísla, označovaná jako ordinální čísla a kardinální čísla.

## Život
Okolnosti původu Cantorova otce George Woldemara Cantora jsou nejasné, ale ví se, že se narodil někdy mezi lety 1809 až 1814 v hlavním městě Dánska Kodani. Vyrůstal však na misii luteránského Německa v Petrohradu. Jeho otec byl Dán vyznávající luteránství. Jeho matka Maria Anna Böhm se narodila v Petrohradě a pocházela z rakouské katolické rodiny. Před plánovaným sňatkem konvertovala na protestantství. V manželství se postupně narodilo šest dětí, z nichž nejstarší byl právě Georg Cantor. Díky silné víře svého otce byl Georg po celý svůj život vyznavačem luteránství. Otec se živil jako makléř na Petrohradské burze.
V roce 1856 otec onemocněl, a tak se celá rodina přestěhovala do Německa, nejprve do města Wiesbadenu a později do Frankfurtu, ve snaze uniknout kruté ruské zimě, která otci nepřidávala na zdraví. V roce 1860 Georg Cantor absolvoval s vyznamenáním gymnázium v Darmstadtu se zálibou v matematice a trigonometrii. V roce 1862 odešel studovat na přání svého otce Eidgenössische Technische Hochschule do Curychu, kde začal studovat matematiku.
V roce 1863 jeho otec umírá a Georg přesouvá svá studia na univerzitu v Berlíně, zde se zúčastňuje přednášek u Kroneckera, Weierstrasse a Kummera. V roce 1866 studoval v Göttingenu, pozdějším velmi známém centru matematické vědy. O rok později získal doktorát za práci De aequationibus secundi gradus indeterminatis, která se zabývala teorií čísel.
V roce 1872 byl Cantor jmenován mimořádným profesorem na univerzitě v Halle a o sedm let později (ve svých 34 letech) řádným profesorem. Toužil sice po profesorském místě v Berlíně, který měl lepší odbornou pověst, ale to nebylo po chuti Kroneckerovi. Není zcela jasné, zda za to mohou osobní antipatie nebo čistě odborná hlediska, Kronecker nevěřil Cantorově odborné práci a uveřejňování jeho prací aktivně bránil. Nazýval ho „odpadlíkem“ a „vědeckým šarlatánem“ „kazícím mládež“. Jeho současníci také nepřátelsky kritizovali Cantorovy opakující se deprese někdy vysvětlované jako součást maniodepresivní psychózy. David Hilbert ho naopak bránil slovy "Nikdo nás nemůže vyhnat z ráje, který pro nás vytvořil Cantor." V letech 1872 až 1874 dokázal Cantor tvrzení, která jsou dnes známa už posluchačům prvních ročníků vysokých škol: o spočetnosti množiny racionálních čísel i algebraických čísel. K nim patří i důkaz o nespočetnosti množiny reálných čísel.

## Teorie množin

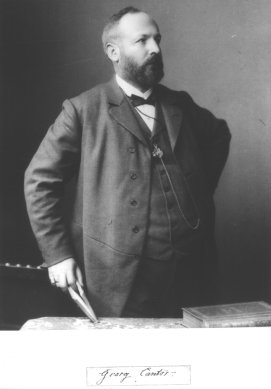
Georg Cantor v roce 1894

V té době se Cantor začal věnovat budování teorie množin. Dokázal větu, která je dnes pojmenována po něm a velmi zjednodušeně říká, že množina všech podmnožin dané množiny obsahuje více prvků než původní množina. To je celkem zřejmé pro konečné množiny, ale revolučnost této věty je v tom, že platí i pro nekonečné množiny. V konečném důsledku to znamená, že existuje více nekonečen než jedno. Do té doby si totiž nikdo neuměl představit „větší“ nekonečno, než je počet přirozených čísel. Cantor dokázal, že reálných čísel je „více“ než přirozených čísel. Položil si samozřejmě otázku, zda je počet reálných čísel „stejný“ jako počet všech podmnožin množiny čísel přirozených. Dnes je známá kladná odpověď na tuto otázku. Formuloval problém, zda existuje množina s početností mezi početností přirozených a reálných čísel. Tato tzv. hypotéza kontinua patří k nerozhodnutelným tvrzením v axiomatické teorii množin.
Cantor se začal přátelit s Dedekindem, intenzivně si dopisovali a díky Dedekindovi se podařilo zlomit Kroneckerův odpor a zveřejnit Cantorovy práce v odborném tisku. Z této doby (1878) pochází také další ze slavných vět (opět zjednodušeno): počet bodů na úsečce je „stejný“ jako počet bodů ve čtverci, resp. v krychli jakékoli (spočetné) dimenze. Je to natolik paradoxní tvrzení, že i sám Cantor se svému důkazu podivoval a napsal Dedekindovi: „Vidím to před sebou, ale nemohu tomu uvěřit.“

## Paradoxy
Teorie množin ovšem vedla vzhledem ke své novosti k řadě paradoxů (některé příklady). Některé byly řešitelné, další čekaly na své vyřešení celá léta. Paradoxy vedly k zavedení pojmů kardinální číslo nebo ordinální číslo. Cantor se při své práci dostal k zajímavým útvarům, kterým dnes říkáme fraktály, mezi něž patří Cantorovo diskontinuum nebo Cantorův prach. Ty mají udivující vlastnosti, které se vymykají běžné zkušenosti.
Cantor se značně věnoval hypotéze kontinua, avšak důkaz se mu nedařil. I to mohlo přispět k jeho depresím.